# Coralie Demay
Pour les articles homonymes, voir Demay.
Coralie Demay, née le 10 octobre 1992 à Nogent-sur-Marne, est une cycliste française. Spécialiste de la piste, elle est multiple championne de France dans les disciplines d'endurance, puis se consacre à la route.

## Carrière

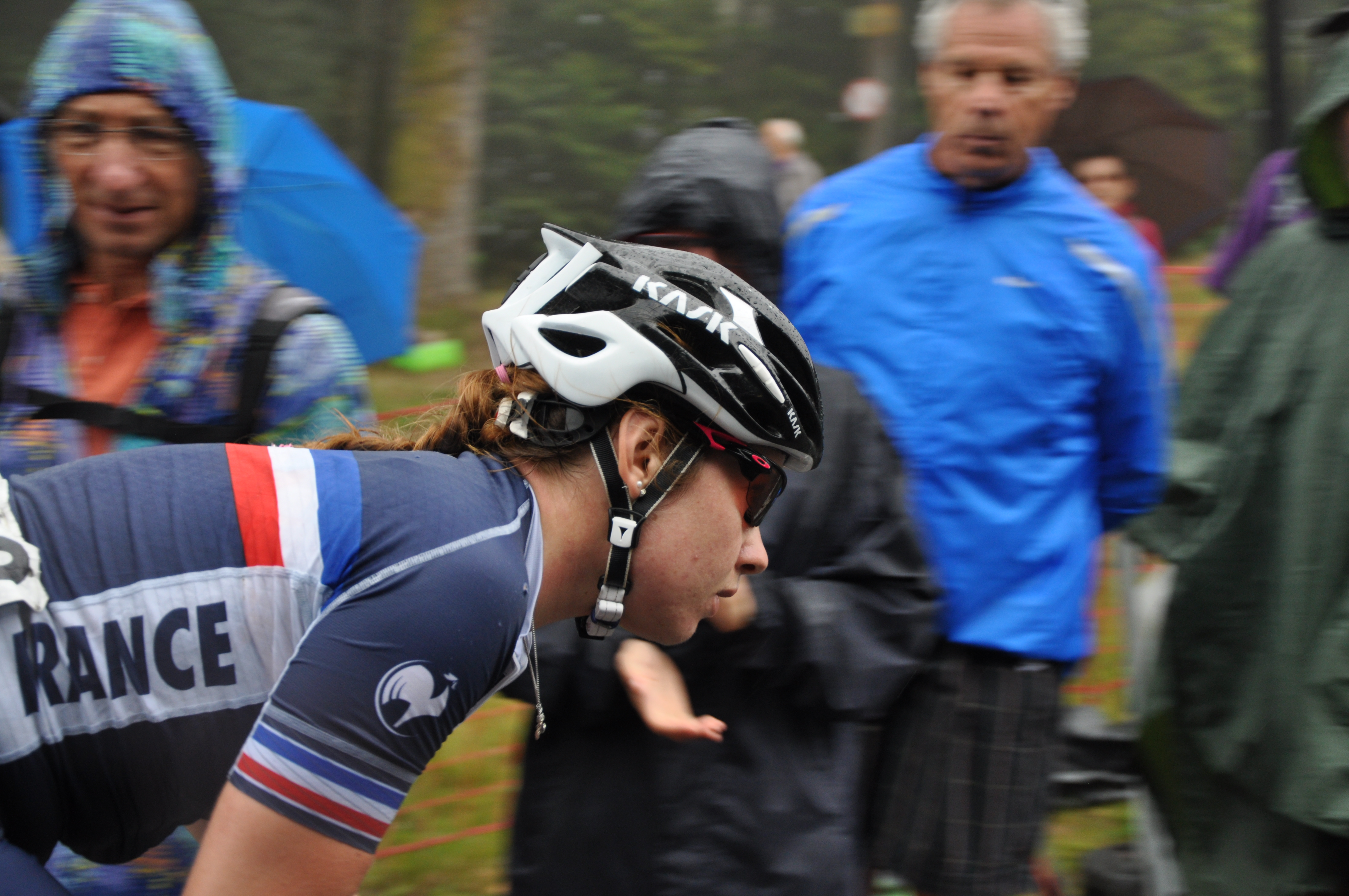
Coralie Demay Planche des belles filles - Route de France féminine 2015

Lors des championnats de France sur piste 2017, elle remporte cinq titres et une médaille d'argent en six épreuves disputées.
En avril 2018, sur route, elle se classe cinquième du Tour de l'île de Chongming, une épreuve du circuit World Tour. Au mois d'août, elle participe aux championnats de France de cyclisme sur piste disputés à Hyères. Elle s’adjuge à cette occasion trois nouveaux titres de championne de France en poursuite individuelle (devant Pascale Jeuland et Marion Borras), en course scratch et sur l'omnium. Au cours de ces championnats elle se classe également deuxième de la course à l'américaine avec Eugénie Duval et de la course aux points.
Fin juillet 2019, elle est sélectionnée pour représenter la France aux championnats d'Europe de cyclisme sur route et s'adjuge à cette occasion la cinquième place du relais mixte. Engagée aux championnats de France de cyclisme sur piste la semaine suivante, elle devient championne de France  de France de poursuite individuelle et de course à l'américaine (avec Clara Copponi). Elle glane également une médaille d'argent lors de la course aux points. Fin juin, elle termine troisième du contre-la-montre du championnat de France. Le 18 août, elle remporte la Périgord Ladies. 
En août 2020, elle termine cinquième du contre-la-montre du championnat de France. 
En juin 2021, elle termine quatrième du contre-la-montre du championnat de France. Sélectionnée pour les Jeux Olympiques de Tokyo, elle termine notamment septième de la poursuite par équipe. Elle bat le record de France.
En 2022, elle s'engage avec l'équipe Saint Michel-Auber 93. Elle dispute le Tour de France Femmes et se fait remarquer par une longue échappée lors de la quatrième étape,. Elle s'illustre peu après en prenant la cinquième place du Tour International des Pyrénées, dont elle se classe par ailleurs troisième de la 2e étape et deuxième de la 4e étape,. Elle est sélectionnée pour la course en ligne des championnats d'Europe.
Elle rejoint FDJ-Suez en 2024 pour deux saisons, effectuant ainsi son retour dans une équipe qu'elle avait quittée à l'issue de l'année 2019.

## Palmarès sur piste

### Jeux olympiques
- Tokyo
  - 7e de la poursuite par équipes
  - 23e du keirin
  - 29e de la vitesse individuelle

### Championnats du monde
- Hong Kong 2017
  - 6e de l'américaine[21]
  - 7e de la poursuite par équipes[22]
- Apeldoorn 2018
  - 7e de l'américaine[23]
  - 7e de la poursuite par équipes[24]
  - 8e de la course aux points[25]
- Pruszków 2019
  - 9e de la poursuite par équipe[26]
  - 13e de la course aux points

### Championnats d'Europe
| Édition / Épreuve | Course aux points | Poursuite par équipes | Course à l'américaine |
| Berlin 2017       | 14e               | 4e                    | 7e                    |

### Coupe du monde
- 2016-2017
  - 2e de l'américaine à Glasgow
  - 3e de la poursuite par équipes à Glasgow (avec Laurie Berthon, Élise Delzenne et Roxane Fournier)
- 2017-2018
  - 2e de l'américaine à Milton
  - 3e de la poursuite par équipes à Milton
  - 3e de la course aux points à Pruszków
- 2019-2020
  - 2e de la poursuite par équipes à Milton

### Championnats nationaux
- 2010
  - 2e de la poursuite juniors
- 2011
  - 3e de la course aux points
- 2012
  -  Championne de France de poursuite par équipes (avec Aude Biannic, Laudine Génée et Coralie Sero)
  - 3e de la course aux points
- 2013
  -  Championne de France de course aux points
- 2014
  - 2e de la poursuite par équipes (avec Hélène Gérard et Coralie Sero)
  - 3e de la poursuite
  - 3e de l'omnium
- 2015
  - 3e de la poursuite par équipes (avec Hélène Gérard et Cécilia Le Bris)
- 2016
  -  Championne de France de poursuite par équipes (avec Pascale Jeuland, Eugénie Duval et Roxane Fournier)
  - 2e de la poursuite
  - 2e du scratch
  - 3e de la course aux points
- 2017
  -  Championne de France de poursuite
  -  Championne de France de poursuite par équipes (avec Marie Le Net, Maryanne Hinault, Typhaine Laurance et Lucie Jounier)
  -  Championne de France de course aux points
  -  Championne de France du scratch
  -  Championne de France d'omnium
  - 2e de l'américaine
- 2018
  -  Championne de France de poursuite
  -  Championne de France du scratch
  -  Championne de France d'omnium
  - 2e de la poursuite par équipes
  - 2e de la course aux points
  - 2e de l'américaine
- 2019
  -  Championne de France de poursuite
  -  Championne de France de l'américaine (avec Clara Copponi)
  - 2e de la poursuite par équipes
  - 2e de la course aux points

### Records
- Records de France de la poursuite par équipes sur 4 000 m :
  - 4 min 23 s 567 à Hong Kong avec Clara Copponi, Marion Borras et Marie Le Net. Valable depuis le 25 janvier 2019.
  - 4 min 24 s 040 à Saint-Quentin-en-Yvelines avec Laurie Berthon, Pascale Jeuland et Valentine Fortin. Valable du 19 octobre 2018 au 24 janvier 2019.
  - 4 min 25 s 680 à Berlin avec Laurie Berthon, Marion Borras et Élise Delzenne[27]. Valable du 19 octobre 2017 au 19 octobre 2018.
  - 4 min 25 s 788 à Hong-Kong avec Laurie Berthon, Marion Borras et Élise Delzenne. Valable du 13 avril 2017 au 19 octobre 2017.
  - 4 min 26 s 7 à Glasgow avec Laurie Berthon, Élise Delzenne et Roxane Fournier[28],[29]. Valable du 4 novembre 2016 au 13 avril 2017.
  - 4 min 30 s 306 à Saint-Quentin-en-Yvelines. Valable du 20 octobre 2016 au 4 novembre 2016.
  - 4 min 30 s 519 à Granges avec Laurie Berthon, Élise Delzenne et Fiona Dutriaux[30]. Valable du 15 août 2015 au 20 octobre 2016.

## Palmarès sur route

### Par année
- 2017
  - 2e de la Classic Féminine de Vienne Nouvelle-Aquitaine (cdf)
  - 2e de la Tour de Charente-Maritime féminin (cdf)
  - 3e du Tour de Gironde féminin (cdf)
  - 3e du Prix des communes de Nogent-l'Abbesse (cdf)
  - 6e du championnat du monde du contre-la-montre par équipes
- 2018
  - 5e du Tour de l'île de Chongming
- 2019
  - La Périgord Ladies
  - 3e du championnat de France du contre-la-montre
- 2022
  - 7e étape du Tour de l'Ardèche
  - 2e de La Classique Morbihan
  - 5e du Tour International des Pyrénées
- 2023
  - 2e du Tour de Bretagne
  - 3e du championnat de France du contre-la-montre

### Résultats sur les grands tours

#### Tour de France
3 participations
- 2022 : 24e
- 2023 : 27e
- 2024 : 84e

#### Tour d'Espagne
2 participations
- 2023 : 31e
- 2024 : 73e

### Classements mondiaux
| Année                                 | 2016 | 2017 | 2018 | 2019 | 2020 | 2021 | 2022 | 2023 | 2024 |
| ------------------------------------- | ---- | ---- | ---- | ---- | ---- | ---- | ---- | ---- | ---- |
| Classement UCI                        | 485e | 287e | 133e | 182e | 546e | 303e | 88e  | 96e  | 643e |
| UCI World Tour                        | nc   | 128e | 73e  | 147e | nc   | nc   | 177e | 123e | 318e |
|                                       |      |      |      |      |      |      |      |      |      |
| Légende : nc = non classéSource : UCI |      |      |      |      |      |      |      |      |      |